# El pensamiento chino contemporáneo y la cuestión de la modernidad
"El pensamiento chino contemporáneo y la cuestión de la modernidad" es un ensayo influyente de aproximadamente 35.000 caracteres de largo de Wang Hui, historiador de las ideas y erudito de literatura. 
El ensayo fue escrito en 1994 y publicado en 1997 en Tianya, una revista izquierdista de literatura. Se volvió el tema de debate intenso y atención y por su metolodología —un enfoque excepcionalmente socio-histórico de la historia de las ideas— y su postura política, que fue crítico de la modernidad capitalista. Según el erudito Yue Gang, el ensayo es "una piedra angular en la transformación del pensamiento chino contemporáneo" y "se ha vuelto un punto de referencia para la Nueva Izquierda."